# Flugplatz Vicenza

i7
i11
i13
Der Flugplatz Vicenza (italienisch Aeroporto di Vicenza „Tommaso Dal Molin“) war von 1929 bis 2008 ein zivil und militärisch genutzter Flugplatz im Nordwesten der norditalienischen Stadt Vicenza. Auf dem Gelände des ehemaligen Flugplatzes befindet sich heute eine Kasernenanlage der United States Army.

## Geschichte
Der Flugplatz entstand 1929 auf einem Gelände, das Privatpersonen zur Verfügung gestellt hatten. Genutzt wurde der Flugplatz vorwiegend vom örtlichen Luftsportverein und dessen Flugschule. Die Provinz Vicenza erweiterte das Flugplatzgelände, das 1933 unter militärische Kontrolle kam, aber weiterhin vorwiegend zivilen Zwecken diente. Im Zweiten Weltkrieg war der Flugplatz Vicenza unter anderem Stützpunkt eines Bombergeschwaders, ab 1943 dann von Einheiten der deutschen Luftwaffe und der Aeronautica Nazionale Repubblicana.
Nach dem Krieg wollte man den Flugplatz von Vicenza zum zentralen Verkehrsflughafen für Venetien und Nordostitalien ausbauen. Nachdem man sich für neue Flughäfen in Verona-Villafranca und Venedig-Tessera entschieden hatte, verlor Vicenza seine zivile Rolle, gewann jedoch wegen des eskalierenden Kalten Krieges an militärischer Bedeutung. Ab 1955 wurde die Stadt Vicenza neben Camp Darby bei Livorno zur größten Garnison der US Army in Italien. Auf dem Flugplatz befand sich das NATO-Kommando der 5th Allied Tactical Air Force (5ATAF), das während der Jugoslawienkriege der 1990er Jahre unter anderem die Operation Deny Flight und die Luftkriegsoperationen der Operation Allied Force führte. 1998 entstand auf dem Flugplatz Vicenza auch das zentrale Einsatzführungskommando der italienischen Luftwaffe, welches zusammen mit dem umbenannten NATO-Kommando (Combined Air Operations Centre 5) im Jahr 2003 nach Poggio Renatico bei Ferrara umzog. Nach kleineren Umbauarbeiten konnte der Flugplatz Vicenza wieder für den zivilen Verkehr öffnen. Die Allgemeine Luftfahrt in der Provinz Vicenza hatten seit 1947 die Flugplätze von Asiago und Thiene übernommen.
Im Jahr 2000 wurde in Vicenza die 173. US-Luftlandebrigade reaktiviert, deren Bataillone sich zum damaligen Zeitpunkt überwiegend in Deutschland befanden. Zunächst dachte man an eine Erweiterung der im Osten Vicenzas gelegenen US-Kaserne Camp Ederle. Nach dem Abzug des NATO-Kommandos vom Flugplatz wurde ein Neubau auf dem Flugplatzgelände vorgeschlagen, was die italienische Regierung trotz heftiger Proteste verschiedener Gruppierungen und der ansässigen Bevölkerung auch genehmigte. Im Oktober 2008 wurde der Flugbetrieb eingestellt, im folgenden Jahr begannen die Bauarbeiten an der neuen Kasernenanlage.

## Sonstiges
Der Flugplatz war nach dem Unteroffizier Tommaso Dal Molin benannt, der als Pilot der „Hochgeschwindigkeitsschule“ der Regia Aeronautica in Desenzano del Garda 1929 an der Schneider-Trophy teilnahm und mit seiner Macchi M.52 den zweiten Platz belegte. 1930 kam er über dem Gardasee bei einem Testflug ums Leben. Die Bürgerbewegung, die lange Zeit gegen den Bau der US-Kasernen auf dem Flugplatz kämpfte, nannte sich „No Dal Molin“.
Im Juli 2013 wurde die neue Kasernenanlage eingeweiht. Sie ist nach dem italienischen Alpini-Offizier und Partisanen Renato Del Din benannt, der im April 1944 bei einem Angriff auf eine Einrichtung der faschistischen italienischen Sozialrepublik in Tolmezzo fiel. Innerhalb der Kasernenanlage trägt die Hauptstraße noch den Namen Tommaso Dal Molin.